# Parachtes loboi
Parachtes loboi is een spinnensoort in de taxonomische indeling van de celspinnen (Dysderidae).
Het dier behoort tot het geslacht Parachtes. De wetenschappelijke naam van de soort werd voor het eerst geldig gepubliceerd in 2006 door Jiménez-Valverde, Barriga & Moreno.